# Фауна Албании

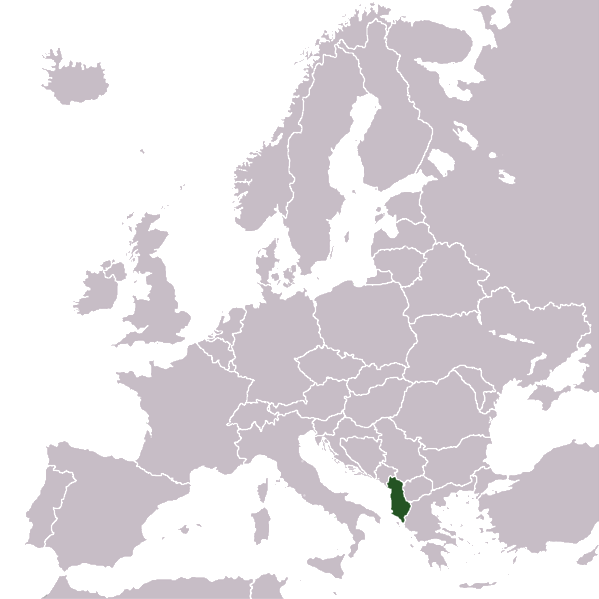
Географическое положение Албании

Фауна Албании насчитывает более 15 600 видов позвоночных и беспозвоночных животных. Большая часть территории Албании занята горами. Примерно четверть площади страны занимают леса, хотя их площадь стремительно уменьшается с конца XX века. Животный мир страны по составу представляет собой смесь центрально-европейской и средиземноморской фауны.

## Млекопитающие
На территории страны зарегистрировано 79 видов млекопитающих. Отряд хищных представлен крупными хищниками — волком, лисой, шакалом, бурым медведем и обыкновенной рысью. Среди копытных распространена европейская косуля, благородный олень и серна. Рукокрылые представлены 20 видами. В прибрежных водах распространены 4 вида дельфинов (в том числе косатка). 

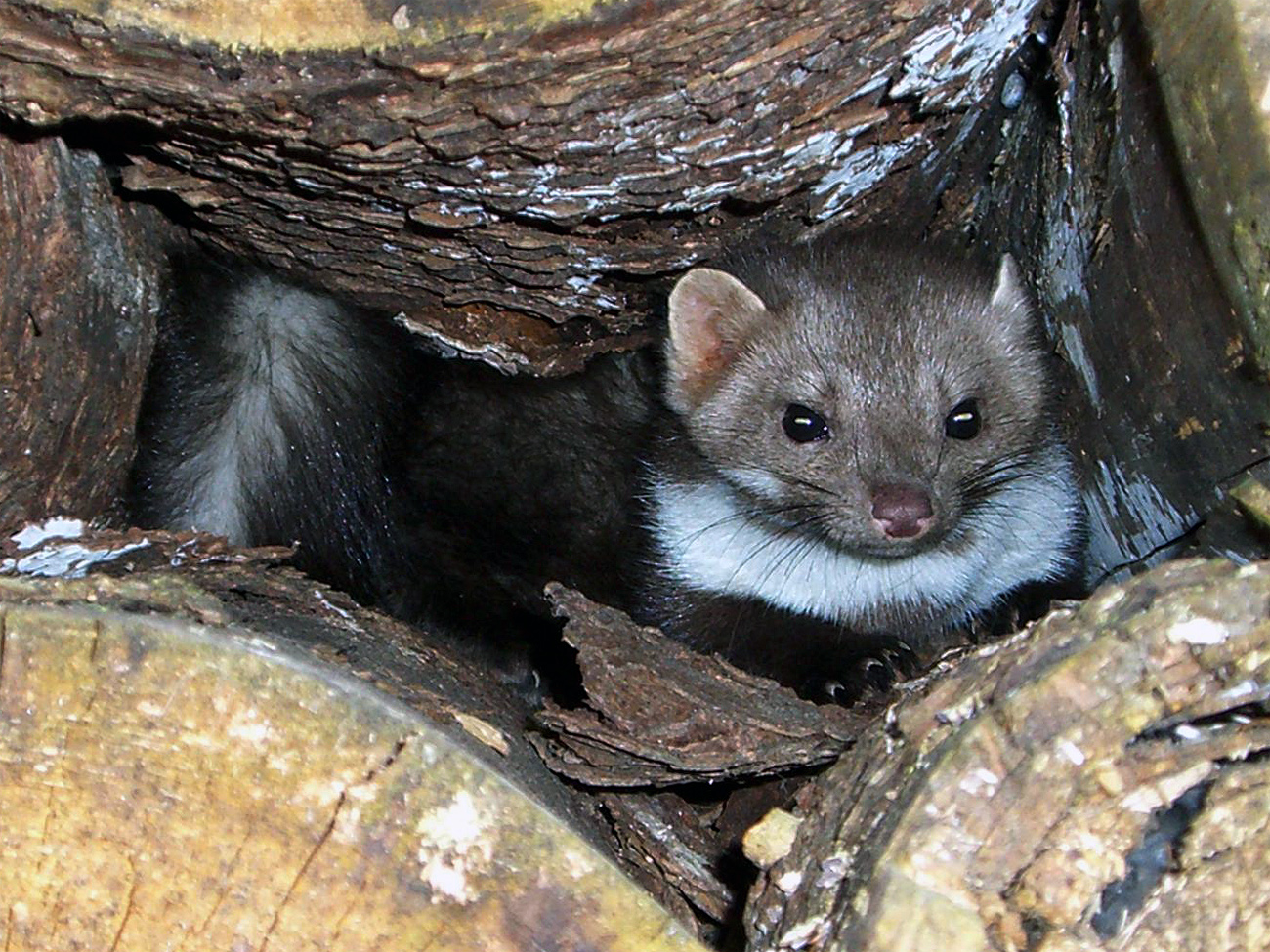
Каменная куница
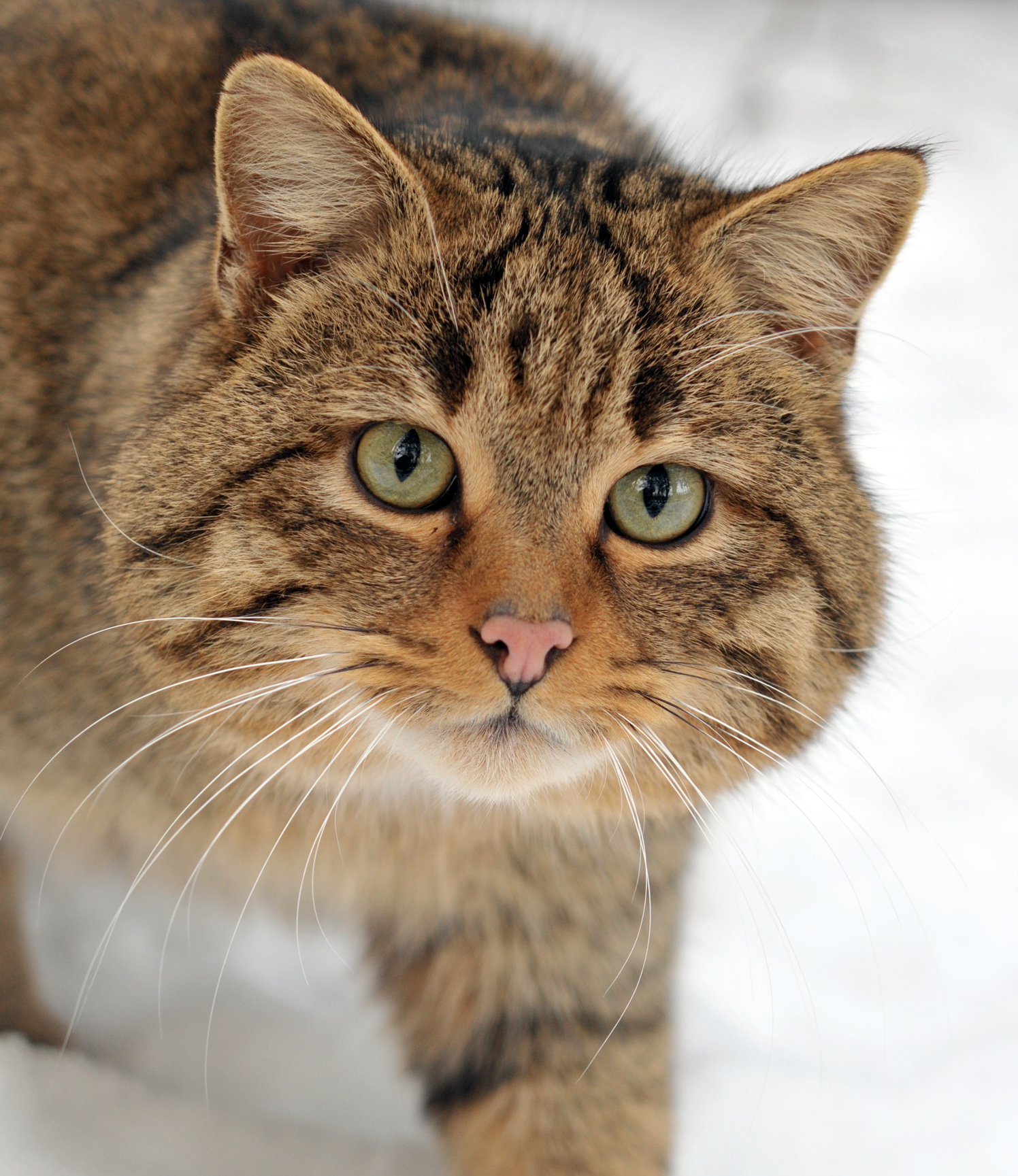
Среднеевропейский лесной кот
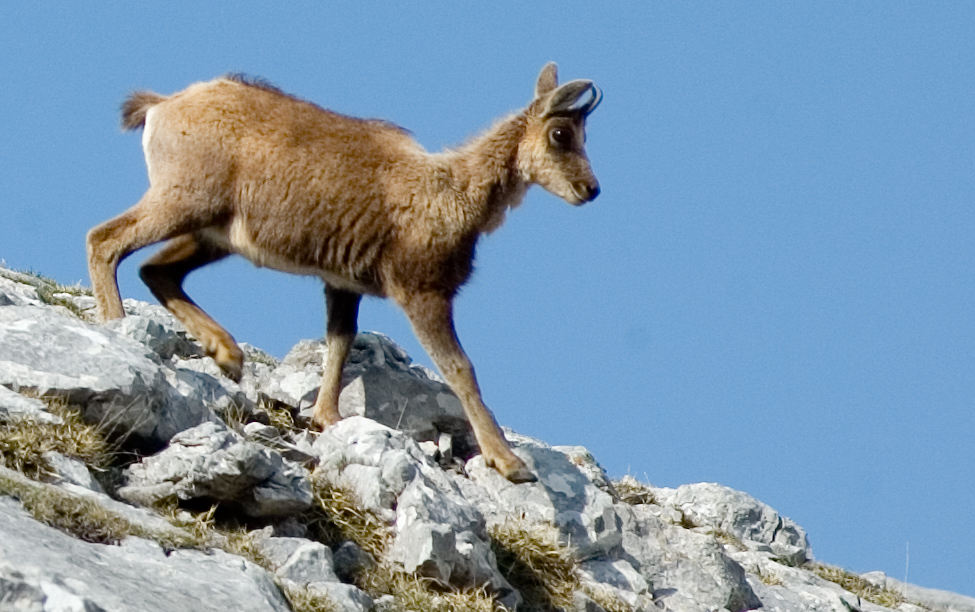
Серна
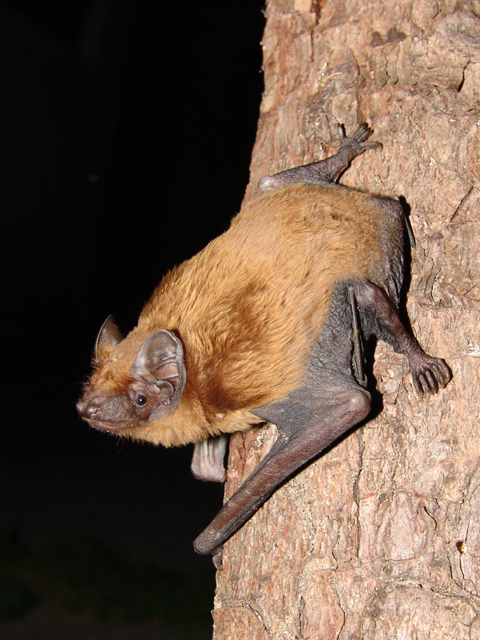
Рыжая вечерница

## Птицы
На территории Албании зарегистрировано более 350 видов птиц. Такие виды, как кудрявый пеликан, краснозобая казарка (в Албании только зимует), савка и тонкоклювый кроншнеп редки и нуждаются в охране. Зимой более 70 видов водоплавающих птиц останавливаются в Албании во время миграций или на зимовку, а общее количество мигрирующих птиц превышает 250 видов.

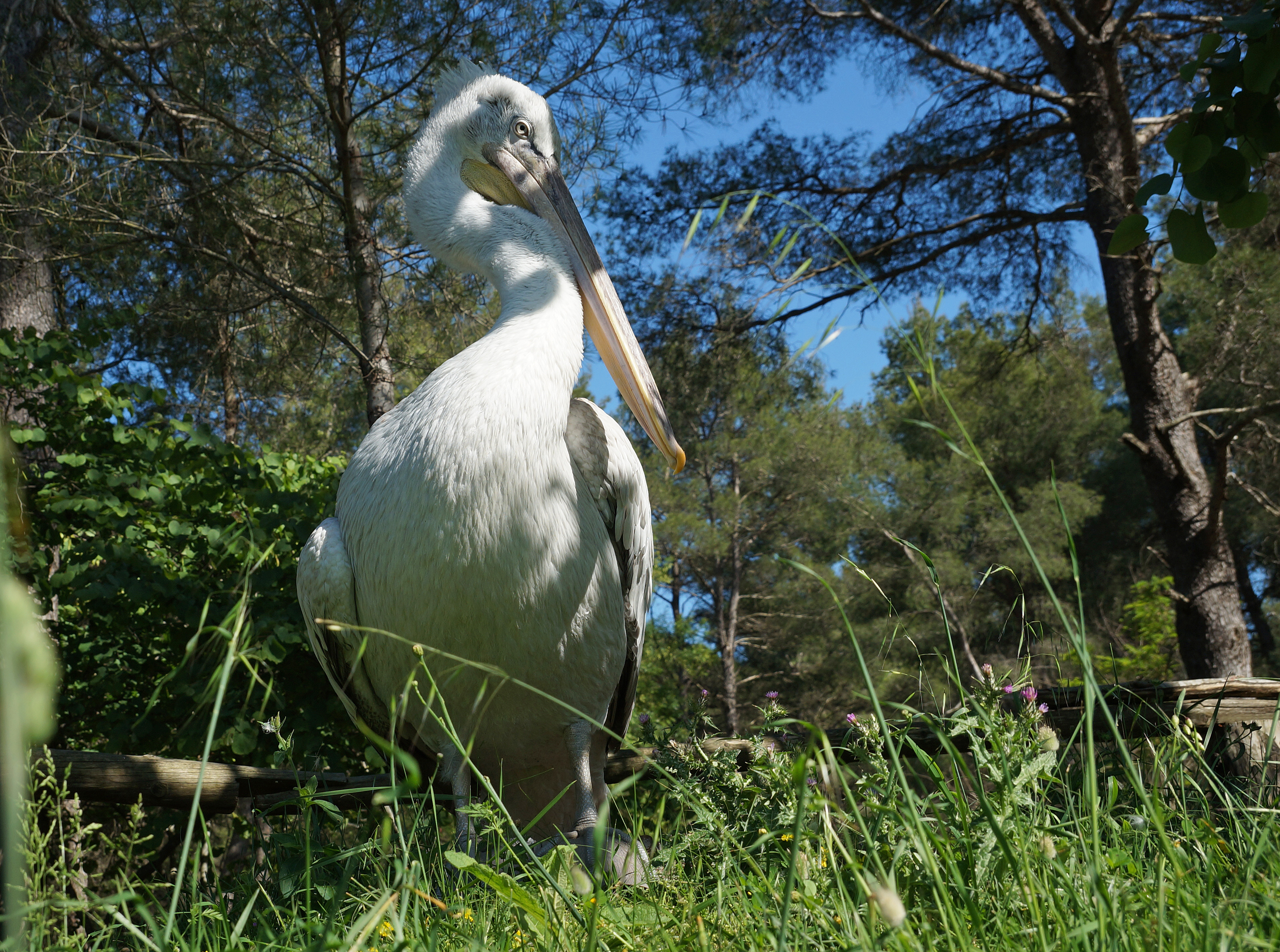
Кудрявый пеликан
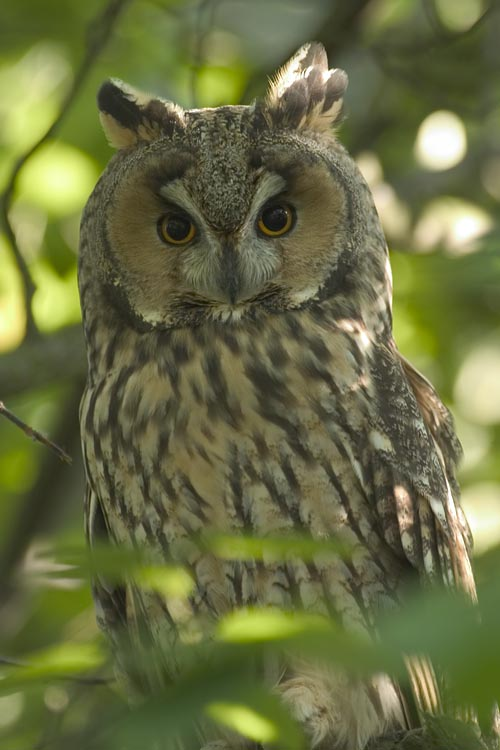
Ушастая сова
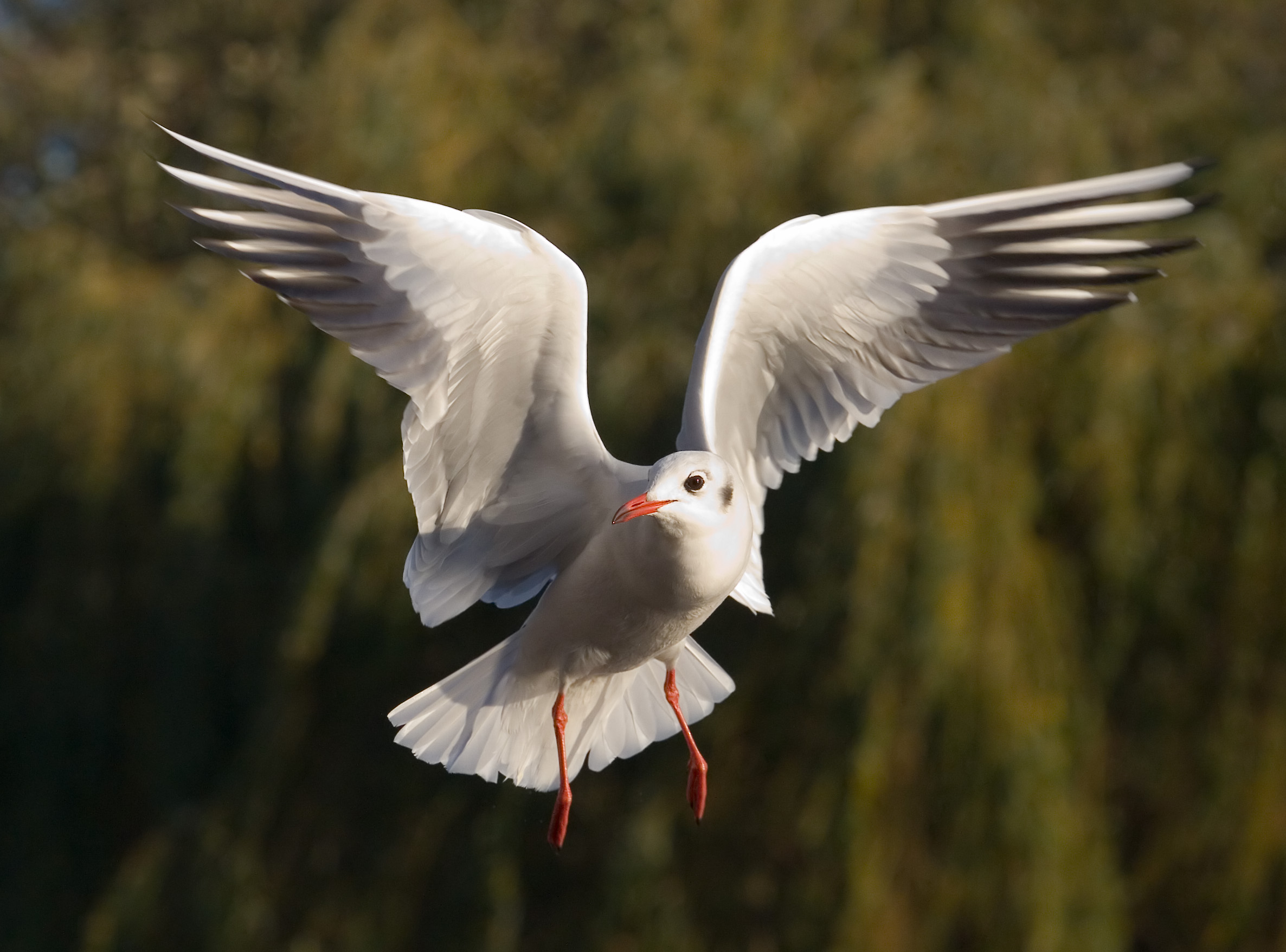
Озёрная чайка
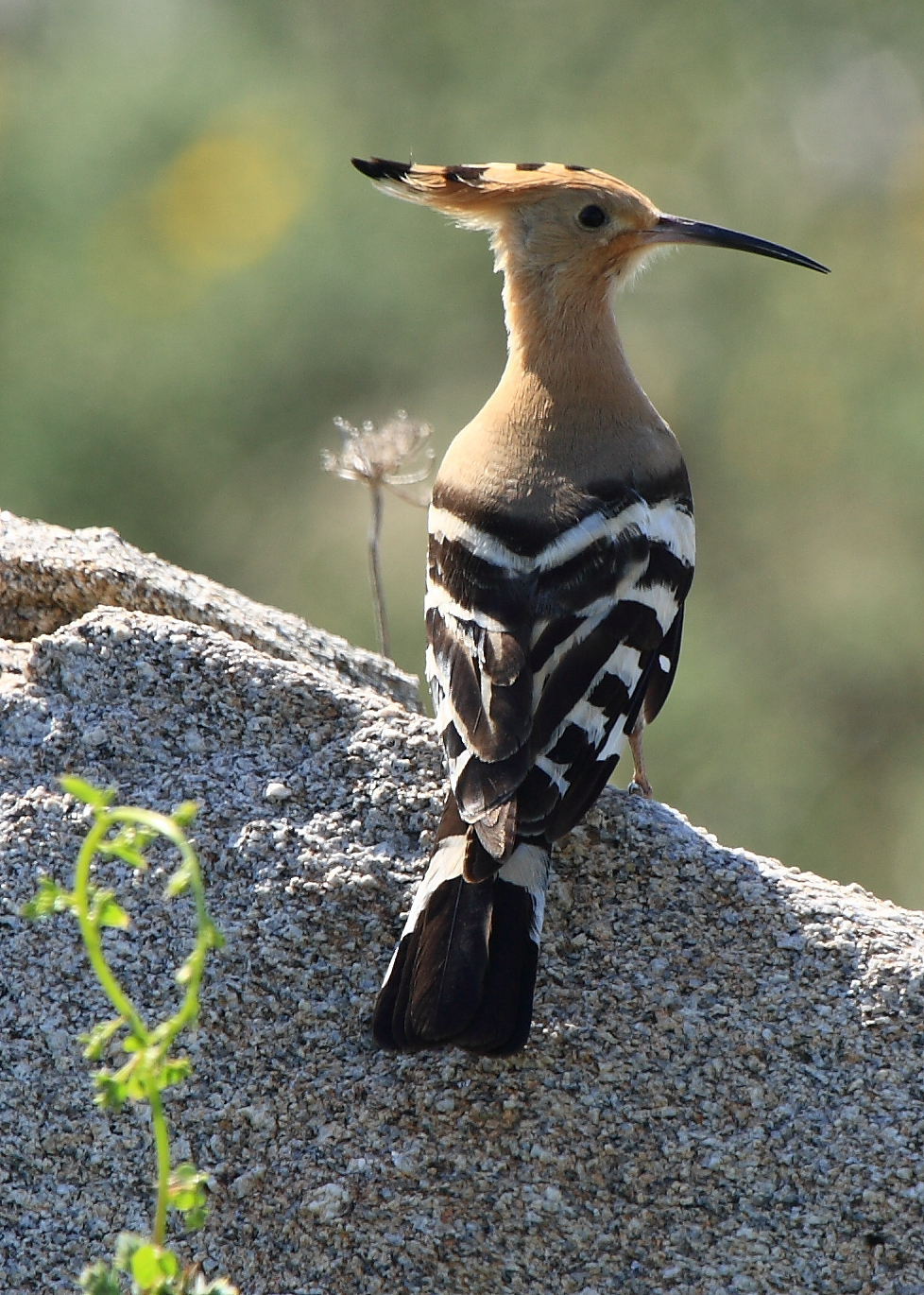
Удод

## Рептилии и амфибии
В стране зарегистрировано 46 видов пресмыкающихся. 4 вида морских черепах, размножающихся на берегу Адриатического моря, являются уязвимыми: бисса, зелёная черепаха, головастая черепаха и лут. Среди наземных пресмыкающихся известно 5 видов черепах, 17 видов змей, 18 ящериц.

Также в Албании известно 16 видов земноводных.

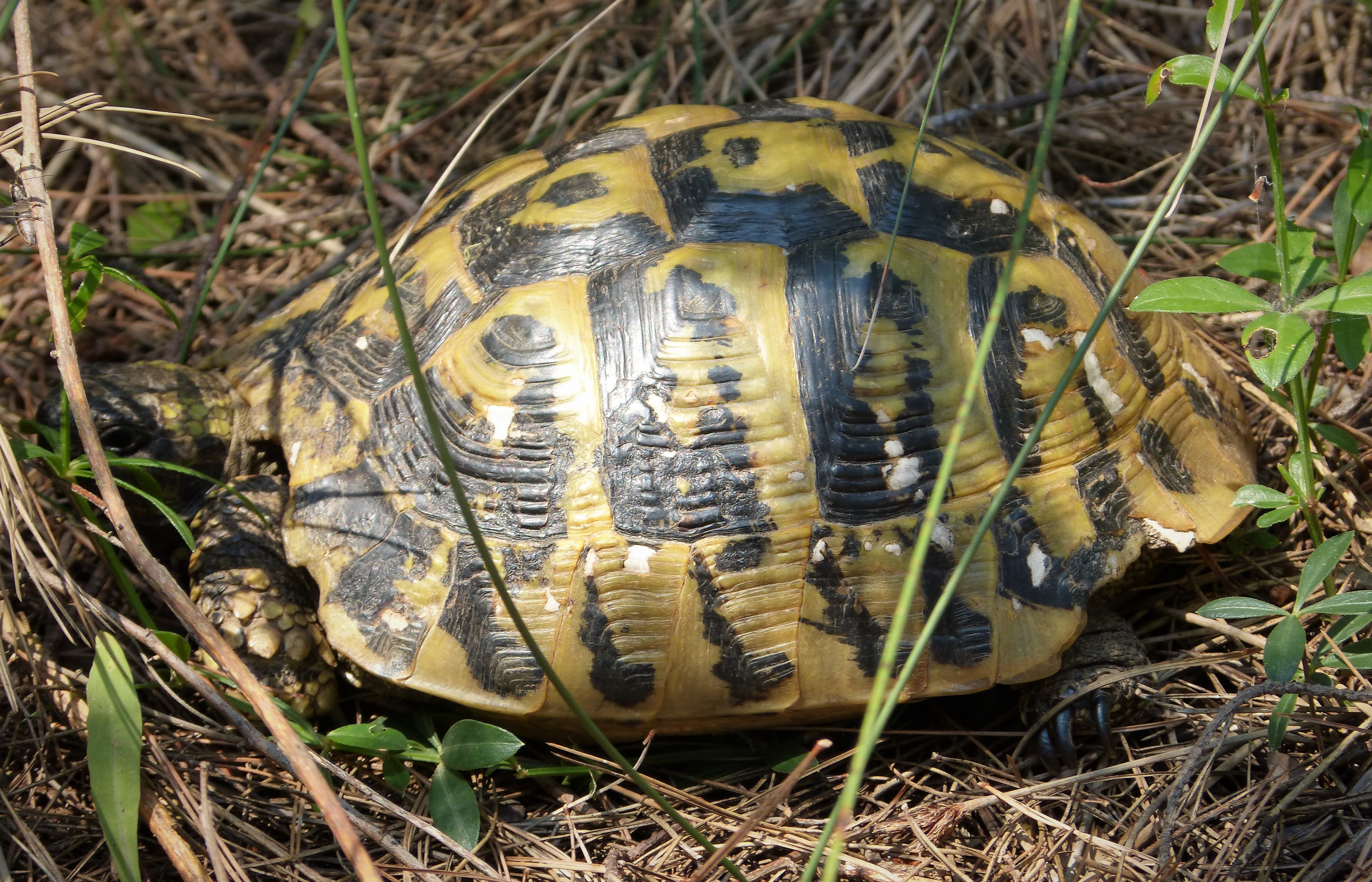
Балканская черепаха
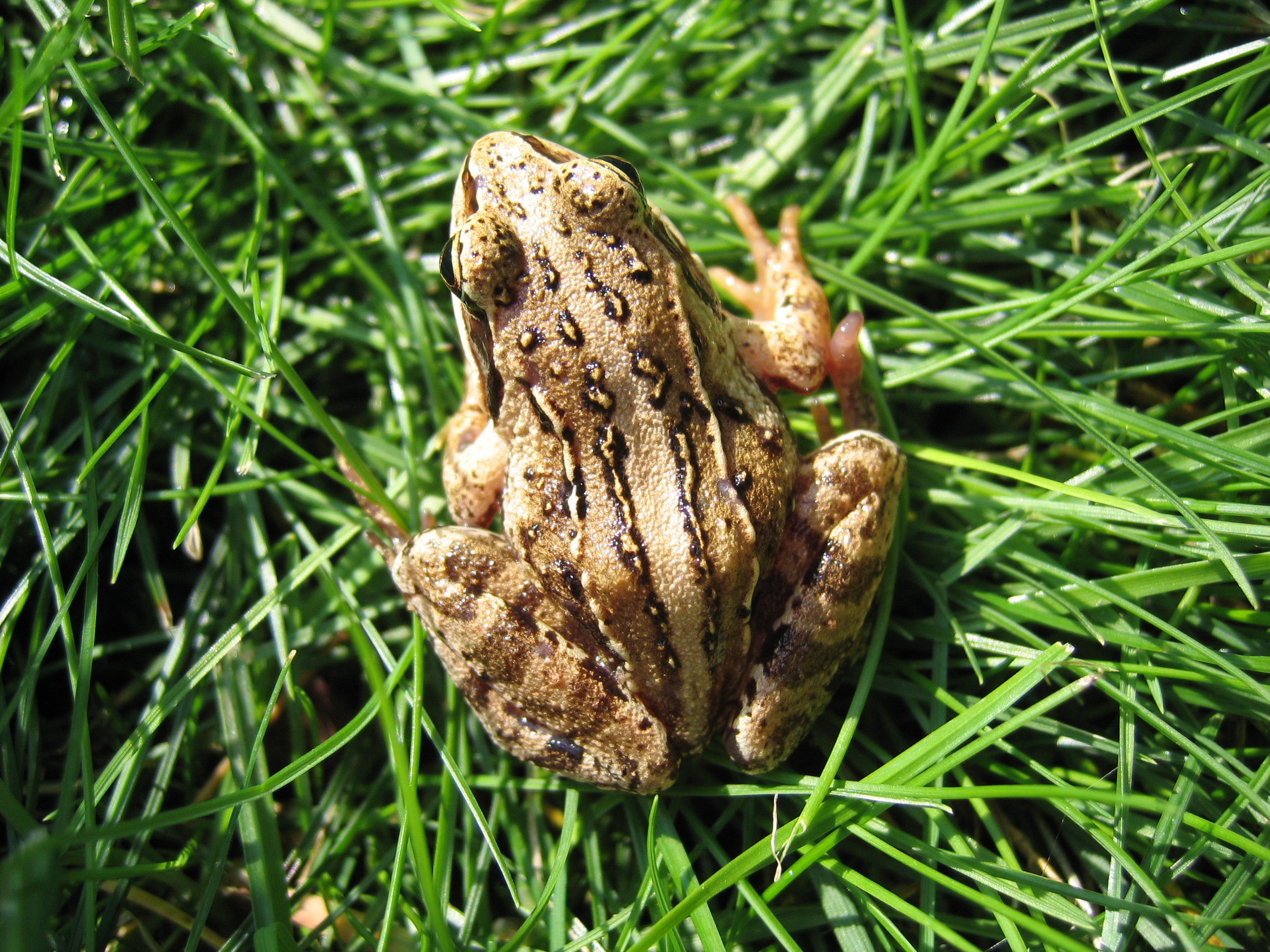
Прыткая лягушка
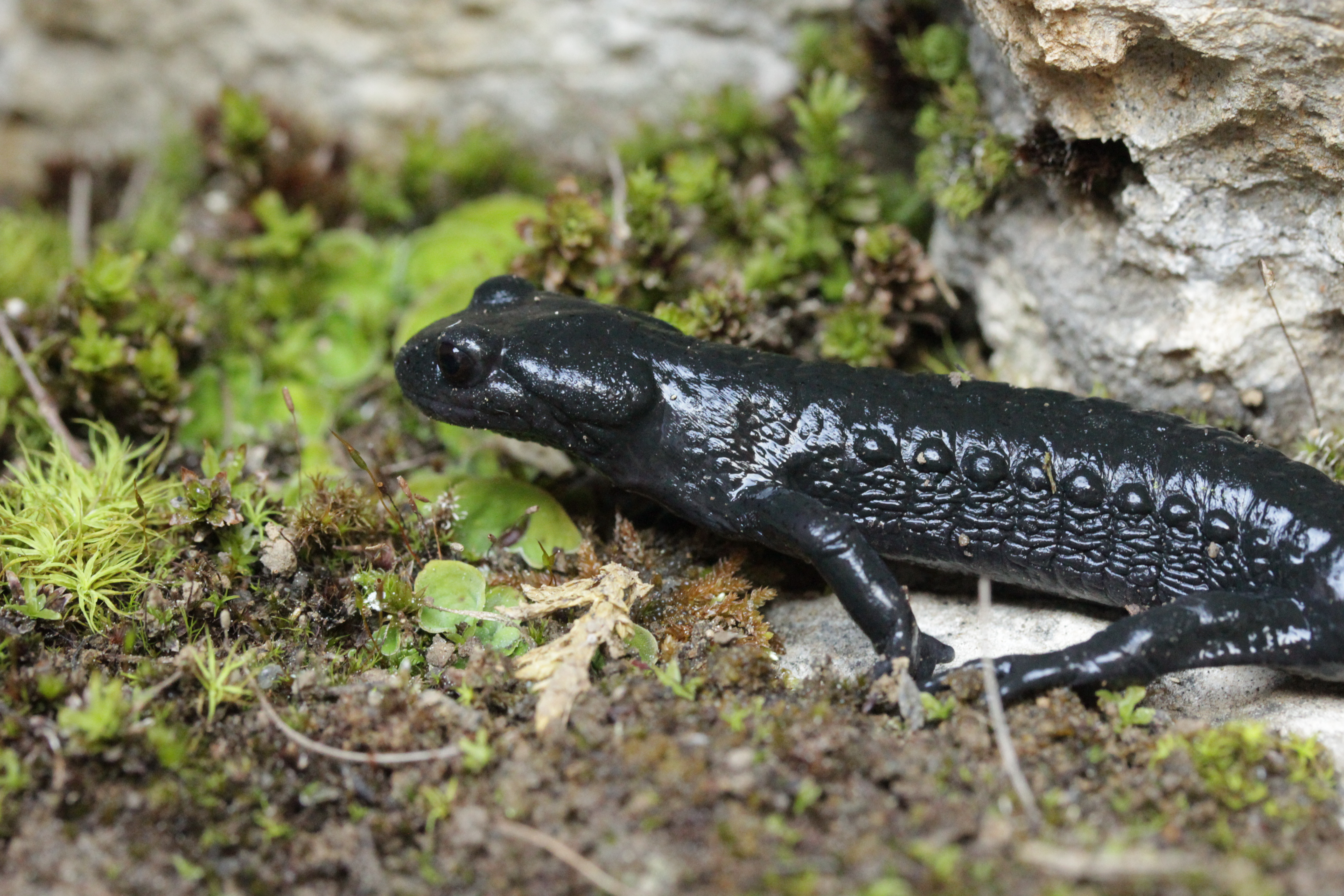
Альпийская саламандра
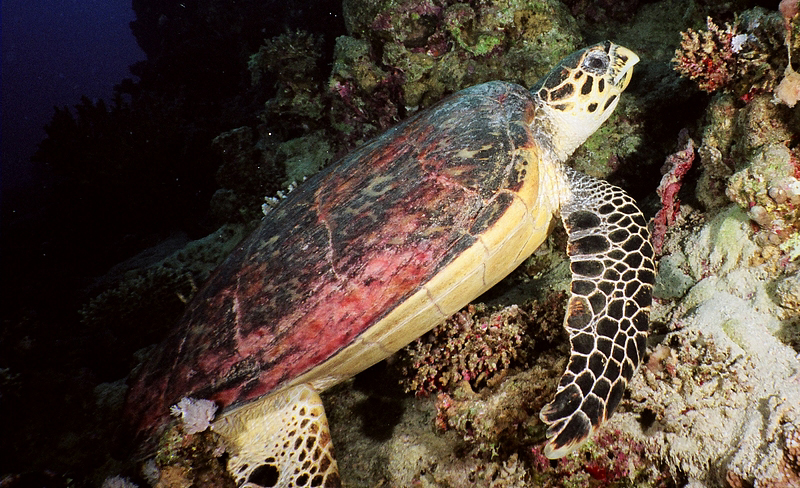
Бисса

## Рыбы
В пресноводных водоемах Албании известно более 70 видов костных рыб, из которых по крайней мере 18 являются инвазионными. В водах Адриатического моря зафиксировано 250 видов морских рыб.

## Беспозвоночные

### Насекомые
В Албании насчитывается 4000 видов насекомых. В том числе 187 видов дневных бабочек, 55 видов стрекоз, 14 видов муравьиных львов, 50 видов ручейников и около 500 видов жужелиц.

### Паукообразные
В стране зарегистрировано не менее 335 видов паукообразных.

### Моллюски
На территории Албании известно около 400 видов наземных и пресноводных моллюсков, многие из них эндемичны.